# 今川範以
今川 範以（いまがわ のりもち）は、安土桃山時代から江戸時代初期の武士。今川氏真の嫡男で、今川義元の孫にあたる。母は早川殿（北条氏康の娘）。

## 生涯
享年から逆算すると、元亀元年（1570年）誕生。父氏真は駿河国から追われ、早川殿の実家である北条氏に身を寄せている時期であり、範以も小田原で生まれたことになる。このとき氏真は北条氏康の孫の国王丸（のちの北条氏直）を猶子として迎えており、国王丸成長後は駿河の統治権を譲ることが決められていた。
範以が生まれた2年後の元亀3年（1572年）5月には小田原郊外の久翁寺にて氏真夫妻主催で祖父・今川義元の13回忌が開催され、その後両親とともに小田原から退去し、徳川家康の庇護下に入ることになる。また、この法要には形式的に今川氏当主の座を譲られたとみられている国王丸が関与している形跡は無く、範以誕生後に国王丸が正式に北条氏の後継者に決まったことにより氏真との縁組が解消され、範以が今川氏の後継者と定められたと考えられている。
範以は生涯を父氏真の傍らで送り、仕官することはなかった。山科言経の日記『言経卿記』の記述から氏真は天正19年（1591年）以後京都で暮らしていたことが確認できるが、範以も文禄3年（1594年）9月より『言経卿記』に登場している。
範以は、父とともに冷泉家や山科家など駿河以来今川氏と縁の深い公家衆と交わり、冷泉為満邸で開かれる連歌会・月次和歌会の常連であった。とくに山科言緒（阿茶丸、言経の息子）や冷泉為将（下冷泉家、藤原惺窩の弟）とは親しく、言緒とともに建仁寺両足院へ三体詩の聴講に出かけたり、互いの家を訪問したりしている記述もあらわれる。学問と和歌を好む人物だったことがその記述から窺われる。
慶長9年（1604年）4月15日の冷泉為満邸和歌会では講師（こうじ）を務めたが、これを最後に『言経卿記』に範以に関する記載はない。体調を崩したとみられるが、あるいはもともと病弱であったのかもしれない。
慶長12年（1607年）、京都において父に先立ち病没。享年38。葬地は不明。弟の澄存が高野山高室院に範以を供養するための碑を建てている。また、今川氏菩提寺の万昌院（現在の萬昌院功運寺）に石塔婆が建てられている。
嫡男の範英（のち直房）は氏真に養育され、のちに江戸幕府に高家として取り立てられた。

## 系譜
父母
- 父：今川氏真
- 母：早川殿

兄弟姉妹
- 品川高久
- 西尾安信
- 澄存
- 娘（吉良義定室）

妻
- 正室：利正院殿（吉良義安の娘）

姉が嫁いだ義定の姉妹にあたる。範以の死後、権大納言大炊御門経頼に再嫁し、経孝を産んだ。没後は今川・吉良家に縁のある江戸の万昌院に葬られ、直房によって今川家菩提寺の観泉寺に改葬されている。法名：利正院殿紅巌慈峰大姉。
子女
『寛政重修諸家譜』によると、2男3女がある。
- 長女：（不詳）
- 長男：今川直房
- 二男：西尾以庸（慶長10年（1605年）－寛永15年（1638年）12月25日）

蔵人。寛永7年に家光にはじめて拝謁。旗本として幕府に仕え500石を知行した。寛永10年（1633年）8月3日に行われた諸番士馬揃の際に落馬したことが『徳川実紀』に記されている（なお、この時には使番小幡景憲、書院番士柴田勝興も落馬が記録されている）。享年33。
- 二女：後観泉寺殿（大友義親室、生年不詳－万治元年（1658年）閏12月3日）

元和5年（1619年）、夫と死別。子はなく、大友氏は一旦断絶した。彼女は今川家に戻って出家して宝珠山観泉寺（当時は「観音寺」）に仕え、のちに直房とともに寺を中興して実質的な開基となった。『寛政重修諸家譜』では直房の妹とするが、観泉寺の寺伝等では直房の姉とされる。法名：観泉寺殿簾室慶公大姉。
- 三女：娘（吉良義弥室、生年不詳－万治2年（1659年）6月4日）

義弥は義定の子。範以三女と吉良義弥は、父母両系でいとこに当たる。